# 華德RACE150
華德RACE700，外銷型號為「華德RACE150」（RAC RACE150），中華民國車商華德動能科技所生產的一款電動低底盤公車，於2018年進行改款。

## 規格

### 2011年到2017年
- 車體廠：華德動能科技
- 座椅：金華座椅
- 冷氣：SPAC 新舒車冷氣
- 馬達：富田電機 交流風冷式電動機
- 額定功率：150kW/201hp (約203ps)
- 瞬間最大功率：375kw/503hp (約510ps)
- 電機最大扭力：1432N-m
- 電池形式：中聚雷天 稀土釔鋰電池
- 最高車速：95km/hr
- 電池電量：250kWh
- 充電時間：一般充電約10小時，快速充電約2小時
- 最大巡航里程：約150～180公里(市區全載)
- 變速：五速手排或二速自排

### 2018年以後[3]
- 車體廠：華德動能科技
- 座椅：金華座椅
- 冷氣：台達電電動巴士專用冷氣、上濱冷氣、舒和冷氣
- 馬達：東元水冷式永磁同步磁阻輔助(SRPM)
- 額定功率：189kW(約253HP）
- 外型尺寸：11990x2480x3220(mm)
- 軸距：5800(mm)
- 前後軸：ZF RL82A /ZF AV133
- 整車重量：12140(kg)
- 最大重量：15350(kg)
- 煞車系統：WABCO全氣壓雙迴路、前後碟式煞車
- 輔助煞車：電機電力煞車
- 爬坡度：＞30%
- 馬達扭力：887 Nm
- 電池形式：鋰三元電池(車王電提供)
- 最高車速：＞110 km/h
- 電池電量：282(kWh)
- 充電時間：約5小時
- 最大巡航里程：約240～260公里(市區全載)
- 變速：五速手排、Eaton EV六速自排

## 概要
- 該車款在2008年底由華德動能科技股份有限公司開始進行研發，並在2009年於臺北縣（今新北市）低碳博覽會中首度亮相，當時也開放民眾免費試乘，2011年時該車款通過交通部認證，成為國內首輛獲得國家認證的純電動公車。
- 此車款最初為臺北客運引進2輛，原本規劃行駛於捷運先導公車的９８１三鶯線先導公車路線，不過因為當時該路線準備作業尚未完成，所以先暫時行駛於新闢、繞行「臺北大學特定區」內的新北市區850路線，直到2011年12月９８１三鶯線先導公車路線正式開通後，才又回到本線行駛，但後來因車況不佳而宣告停用，目前已淘汰。
- 2012年1月新竹客運也引進此車款6輛，行駛於新竹地區55、56(已停駛)及57兩條免費公車路線。同年3月，該車款出口至菲律賓[4]，也成為世界首輛全車出口的案例。
- 2014年，全航客運亦購入相同車型之電動車2輛EAA-602、605，配至於11路綠能街車做為台中環線街車；南投客運亦購入三輛同型之手排電動車EAA-608~EAA-610行駛日月潭環湖巴士。國慶通運購入華德中型巴士，主要用於私人企業內部接駁路線使用，掛的是遊覽車車牌。
- 2014年分別交貨予桃園客運18輛中巴、南台灣客運9輛大巴、屏東客運2輛中巴及台積電環廠9輛中巴。
- 2016年國光客運亦購入三輛同型之手排電動車EAA-101~EAA-103。
- 2018年改款，欣欣客運12輛大巴行駛臺北聯營66路線。
- 2019年，南台灣客運11輛2018年式改款大巴行駛輕軌綠1路線。
- 2020年，欣欣客運再度購入22輛大巴，其中16輛於12月25日後領牌上路行駛236區間車及251區間車，另6輛2021年上半年交車；指南客運和淡水客運也購入共18輛（指南8輛，淡水10輛），由金龍汽車製造為其打造車體。
- 2021年，南台灣客運再度購入3輛大巴行駛紅61及3路，欣欣客運再度購入6輛大巴行駛819路，下半年三重客運10輛及大都會客運20輛之車輛也會陸續上路。
- 2022年，巨業交通購入2輛大巴。
- 2022年4月，台中客運採購37台電動大巴，陸續上路於304、323路線
- 2022年6月，欣欣客運與華德動能科技採購4輛電動大巴後，於隔月21日再次與其採購16輛電動大巴，共20輛。預計將在2023年度分批陸續交車。
- 2022年9月21日，大南汽車與華德動能科技採購48輛電動大巴，並規劃於明年度分批交車，未來將投入承德幹線 (新北投–捷運市政府站) 提供服務。
- 2022年9月27日，漢程客運、興南客運、屏東客運與華德動能科技共計採購48輛電動大巴，預計將於2023年底前上路。
- 2023年2月23日，中鹿客運、巨業交通與華德動能科技共計採購49輛電動大巴，預計在今年度分批交車。
- 2022年購入台中客運37輛(已全數上路行駛)、南台灣客運20輛(已全數上路行駛)、首都客運30輛(已全數上路行駛)及臺北客運26輛(已全數上路行駛)，共計105輛。111年度示範型計畫中，通過共計64輛採用華德甲類電動大客車，後續將進行簽約，累計示範型取得169輛電動巴士。
- 2024年購入首都客運47輛、大都會客運36輛及臺北客運17輛，共計100輛。[5][6][7][8]
- 2025年獲得首都客運25輛、大都會客運27輛、欣欣客運17輛、東南客運32輛、中壢客運3輛、統聯客運21輛、巨業交通28輛、南投客運3輛、屏東客運9輛共計165輛電動巴士的超大訂單，預計今年中陸續出貨

## 產品
| 型號       | 現況             | 圖片 |
| ---------- | ---------------- | ---- |
| RAC12LB150 | 已全數停產       |      |
| ELCB-2710  | 已全數停產       |      |
| ELCB-2720  | 已全數停產       |      |
| ELCB-2730  | 已全數停產       |      |
| ELCB-2800  | 已全數停產       |      |
| ELCB-2801  | 已全數停產       |      |
| ELCB-2802  | 已全數停產       |      |
| ELCB-2900  | 全數量產、設計中 |      |

## 外部連結
- 華德動能科技股份有限公司 （页面存档备份，存于）